# C24H23NO2
化学式C24H23NO2（摩尔质量：357.45 g/mol）可以指：
- JWH-080，CAS号：210179-44-5
- JWH-094，CAS号：316189-70-5
- JWH-151，CAS号：824961-23-1
- JWH-160，CAS号：824961-60-6
- JWH-259，CAS号：824960-95-4
- JWH-266，CAS号：824960-74-9
- 5-羟基-JWH-018（AM2202），CAS号：335161-21-2
- 1-三苯甲基-L-脯氨酸，CAS号：1911-74-6

|  | 这个同类索引页列出了具有相同分子式的化学物（即同分異構體）条目。 除非您是有意链接至本页，否则应将相应条目的内部链接指向正确的条目。 |